# 양촌 나들목
양촌 나들목(Yangchon IC)은 충청남도 논산시 양촌면 모촌리에 설치된 호남고속도로지선의 2-1번 교차로이다. 하이패스 전용 나들목이기 때문에 양촌 하이패스 나들목이라고도 불리며, 2012년 7월 25일 기존 양촌휴게소 부지에 신설 개통되었다. 국가지원지방도 제68호선을 통해 양촌면, 벌곡면 등지로 진출할 수 있다.

## 연혁
- 1972년 : 양촌휴게소가 이 위치에 개장
- 2005년 11월 4일 : 양촌휴게소 폐쇄
- 2011년 4월 25일 : 나들목 신설을 위해 논산시 도시계획시설 교통광장에 양촌면 모촌리 일원을 고시[1]
- 2012년 7월 25일 : 양촌휴게소 부지에 하이패스 나들목 개통[2]

## 양촌휴게소
이 나들목은 1972년에 개장된 양촌휴게소의 부지였으며, 간이휴게소로 운영되었다. 논산기점 16km 떨어진 위치이다. 그러나 주유소와 같은 운전자 편의에 필요한 시설이 갖춰지지 않았고 매출이 크게 악화되어 2005년 11월 4일 경부고속도로의 서울방향 옥산휴게소와 함께 철거되었다.

## 구조물 정보
개통 당시부터는 아침 6시부터 밤 10시까지만 운영하였으나, 2013년 7월 1일부터 24시간 운영되고 있다.
- 위치: 충청남도 논산시 양촌면 모촌리
- 영업소: 충청남도 논산시 양촌면 황산벌로784번길 93-10

## 접속하는 도로
- 국가지원지방도 제68호선 (대둔로)
- 간접 연결 : 지방도 제697호선 (황산벌로, 응천교 북단 이용)

## 교통량 정보
| 요금소        | 통행량 (대/일) | 통행량 (대/일) | 통행량 (대/일) | 통행량 (대/일) | 통행량 (대/일) | 통행량 (대/일) | 통행량 (대/일) | 통행량 (대/일) | 통행량 (대/일) | 통행량 (대/일) | 각주  |
| 요금소        | 2001년         | 2002년         | 2003년         | 2004년         | 2005년         | 2006년         | 2007년         | 2008년         | 2009년         | 2010년         | 각주  |
| ------------- | -------------- | -------------- | -------------- | -------------- | -------------- | -------------- | -------------- | -------------- | -------------- | -------------- | ----- |
| 양촌 (폐쇄식) | 미개통         | 미개통         | 미개통         | 미개통         | 미개통         | 미개통         | 미개통         | 미개통         | 미개통         | 미개통         | [ 4 ] |
| 요금소        | 2011년         | 2012년         | 2013년         | 2014년         | 2015년         | 2016년         | 2017년         | 2018년         | 2019년         |                | [ 4 ] |
| 양촌 (폐쇄식) | 미개통         | 275            | 374            | 479            | 590            | 676            | 725            | 862            | 958            |                | [ 4 ] |